# Алекс Суле-Роч
Алекс Соле-Руа (на испански: Alex Soler-Roig) е бивш испански пилот от Формула 1. Роден на 29 октомври 1931 година в Барселона, Испания.

## Формула 1
Алекс Соле-Руа прави своя дебют във Формула 1 в Голямата награда на Испания през 1970 година. В световния шампионат записва 10 състезания като не успява да спечели точка, състезава се за отборите на Лотус, Марч и БРМ.